# Friedrich Wilhelm Bierling
Friedrich Wilhelm Bierling (* 22. März 1676 in Magdeburg; † 25. Juli 1728 in Rinteln) war ein deutscher evangelischer Theologe und kritischer Historiker.

## Leben
Bierling wurde als einziger Sohn des Magdeburger Arztes Caspar Theophil Bierling und dessen Frau Sabine Elisabeth Leyser, der Tochter des Magdeburger Pfarrers Friedrich Wilhelm Leyser, geboren. Nach anfänglicher Privatausbildung und dem Besuch der Magdeburger Domschule, frequentierte er ab dem Sommersemester 1690 die Universität Leipzig. Hier wurden Johann Benedikt Carpzov, Karl Andreas Redel (1664–1730), Christian Ludovici, Johann Schmid und Adam Rechenberg seine prägenden Lehrer. Nachdem er am 16. April 1692 Bakkalaurus und am 25. Februar 1694 Magister der philosophischen Wissenschaften geworden war, hielt er dort hebräische und philologische Privatvorlesungen.
Am 30. Mai 1697 verließ Bierling Leipzig, um ab dem 19. Juni desselben Jahres in Rinteln zu wirken. An der Universität Rinteln erhielt er am 11. November 1700 eine außerordentliche Professur an der philosophischen Fakultät, wurde 1705 ordentlicher Professor der Philosophie und wechselte 1706 auf den Lehrstuhl der Geschichte und Rhetorik, wozu 1708 auch noch die Professur der Politik hinzukam. 1712 wurde er Pfarrer der lutherischen Gemeinde in Rinteln, wozu er im selben Jahr am 20. April bestätigt wurde und am 5. Mai ordiniert wurde. Am 8. April 1714 wurde er Superintendent der Grafschaft Schaumburg und Beisitzer des Konsistoriums. Ab 1716 wurde er Professor der Theologie der Universität Rinteln, zu welchem Zweck er 1720 an der Universität Helmstedt zum Doktor der Theologie promovierte. Zur damaligen Blüte der Rintelner Hochschule hat er wesentlich beigetragen; als Prorektor berichtete er über die Hundertjahrfeier dieser Universität im Jahr 1721 (Druck durch den Universitätsdrucker Johann Gottfried Enax 1722). Er wird der Gruppe Historischer Pyrrhonismus zugerechnet.

## Familie
Bierling verheiratete sich am 19. Juli 1702 mit Anne Christine Sophie Eggerding, der Tochter des gräflich-lippischen Amtmanns und späteren Rintelner Zollverwalters Christoph Eggerding. Aus der Ehe stammen vier Söhne und drei Töchter. Von den Kindern kennt man:
- Friedrich Christian Bierling († jung)
- Wilhelmine Charlotte Marie Bierling verh. September 1726 mit dem Inspektor Johann Ludwig Wibel († 20. März 1743)
- Konrad Friedrich Ernst Bierling (* 15. September 1709 in Rinteln; † 14. Januar 1755 ebd.) Prof. Logik, Metaphysik und Theologie in Rinteln
- Sophie Elisabeth Bierling verh. mit dem Gerichtshalter in Bodenburg Hahn († 21. März 1737 Bodenburg)
- Friedrich Christoph Bierling wurde kaiserlicher Militär
- Anna Dorothea Bierling verh. 8. November 1746 mit dem Pfarrer in Kirchdorf Johann Friedrich Sostmann
- Justus Friedrich Bierling (* um 1721 in Rinteln; † 21. Mai 1741 in Rinteln)

## Werke (Auswahl)
- Diss. de jure naturae in bruta non cadente. Leipzig 1692.
- Diss. de veterum Hebraeorum circa vitulana decollandam ritibus, ad Deut. XXI, I, sqq. Leipzig 1696.
- Diss. histor. de familia comitum Holsato-Schaumburgicorum hoc saeculo extincta. Rinteln 1699.
- Diss. de eo quod divinum est in historia civili. Rinteln 1700.
- Progr. lectionibus publicis de historia litteraria et notitia auctorum praemissum. Rinteln 1701.
- Discurs von der rechten Art zu philosophieren. Minden 1702.
- Progr. quo collegium disputatorium privatum indicit. Rinteln 1703.
- Meditationes de historia, philosophia et arte oratoria. Rinteln 1706.
- Diss. de eruditione politica, oder wie man Cavalierment studieren solle? Rinteln 1708.
- Comparatio Caroli Hass. Landgr. cum Augustto, s. Oratio panegyr. qua Seren. Princ. natalem LVI. gratulatus est. Rinteln 1709.
- Theses inaug. polit. de Origine rerumpublicarum, et aliae nonnullae ex disciplinis philosophicis depromatae. Rinteln 1710.
- Lineamenta methodi studiorum, quae, ad expeditius discendas literas elegantiores, Philosophiam et Historiam, in commodum, et usum collegii privati, indicatis subinde lectissimis libris et auctoribus, adumbravit. Rinteln 1711.
- Der bedachtsame Handel, Wandel und Abschied Anton Ludwig Fockens, Kaufmanns, eine Leichenrede. Rinteln 1713.
- Dreyfache Pflicht eines vernünftigen, redlichen und christlichen Mannes; eine Leichenrede bey Beerdigung des Kanzley- und Konsistorial-Direktors Johann Ernst zu Rinteln. Minden 1714.
- Oratio, quum augusta nuptiarum solemnia celebrasset Fridericus Hass. Pr. haered. cum Ulrica Eleonora, Regina Suec. Rinteln 1715.
- Die heiligen Wege Gottes, eine Leichenrede auf die verwittwete Fr. D. Juliane Elisabeth Ebelings. Rinteln 1716.
- Der wahre und beständige Ruhm der Alten, eine Leichenrede auf Joh. Carl Capaun, F. Heß. Rentmeister. Rinteln 1717.
- Epistola expendens locum 2 Tim. IV, 5. de officio Evangelistae, qua ministros dioeceseos Hasso-Schauenb. suae inspectioni concreditae ad conventum anniversarium instituendum invitat. Rinteln 1718.
- Diss. inaug. de resurrectione mortuorum V. T. oraculis confirmata. Helmstedt 1720.
- Historia et monumenta primi festi saecularis, quod Jubileum vocant, Academiae Hasso-Schauenburgicae, quae Rintelii ad Visurgim est, - die XVII et XVIII. Julii 1721. celebrati. Rinteln 1722.
- Specimen II. Observationum in Genesin, exhibens explicationem Capitis tertii. Rinteln 1723.
- Specimen III. Observationum in Genesin, quo Caput quartum explicare conatus est. Rinteln 1724.
- Specimen IV. Observationum in Genesin, quo divini et vetustissimi libri caput quintum ex. ponit. Rinteln 1725.
- Specimen V. Observationum in Genesin, quo caput sextum explicatur. Rinteln 1726.
- Dank- und Gedächtniß-Predigt, an dem gnädigst ausgeschriebenen Jubelfest der 50-jährigen Regierung Caroli I. Landgr. zu Hessen, den 14. August 1727 gehalten. Rinteln 1727.
- Specimen VI. Observationum in Genesin, quo conjecturas et hypotheses de Noachica eluvione proponit. Rinteln 1728.